# Matti Vilenius
Matti Juhani Vilenius, född 25 mars 1948 i Tammerfors, är en finländsk ingenjör. 
Vilenius var periodvis assistent och forskare vid Tekniska högskolan i Tammerfors och Finlands Akademi 1970–1980. Efter att ha blivit teknologie doktor 1980 var han tillförordnad professor vid Tekniska högskolan i Tammerfors 1980–1982, biträdande professor i maskinbyggnadsteknik 1982–1987 och blev professor i hydraulteknik 1988. Han har publicerat drygt 200 artiklar inom området hydraulik och automation. Han erhöll 2005 som förste finländare The IMeche-institutets pris Joseph Bramah Medal, för sina insatser inom hydrauliken.